# Pucaraia izquierdii
Pucaraia izquierdii là một loài bướm đêm trong họ Geometridae.